# Klemens József
Klemens József, Klement József Jozef Božetech Klemens (Liptószentmiklós, 1817. március 8. – Bécs, 1883. január 17.) a prágai festészeti akadémián képzett festő, rajztanár és botanikus.

## Élete
1837-ben a prágai festészeti akadémia növendéke volt; ügyességével gróf Thun figyelmét is magára vonta és ez a figyelem alkalmat adott neki, hogy az előkelő házakhoz bejuthasson. Így ismerkedett meg Palaczkyval, Schaffarikkal és Riegerrel. Az egyetemen vegytant, növénytant, természettant és geológiát hallgatott; emellett freskókat is festett. Ő volt az első, aki Daguerreotyp-féle képeket állított elő Prágában. Mint akadémiai festő és okleveles építész utazást tett Amerlinggel Csehországban és Bajorországban.
1843-ban visszatért hazájába és 1846-ban Besztercebánya tanácsa az iskolaépítéssel bízta meg; ezen év végén ismét Prágába ment tanulmányai folytatása miatt. 1849-ben Liptószentmiklóson festett és geológiával foglalkozott; ekkor épült az ő terve szerint a nagybobróci templom. 1855-ben saját hajóján a Vágon és a Dunán Belgrádba utazott; festészeti tanárnak hívták meg de betegeskedése miatt azt nem vállalta el, hanem szobrászattal foglalkozott és Karagyorgyevics herceg mellszobrát is elkészítette.
1856-tól mint reáliskolai tanár Zsolnán működött. 1863. október 4-én a besztercei királyi katolikus főgimnáziumhoz ideiglenes rendes tanárnak nevezték ki. 1867. július 27-én a vallás és közoktatási miniszter a magyar nyelv ismeretének hiánya miatt rendelkezési állapotba helyezte; de még ugyanazon évben szeptember 2-án a középiskolai új szervezetnek életbe léptetése alkalmával a mértani rajz tanításával bizatott meg. 1873. szeptember 23-án rendes tanárnak nevezték ki. 1878. július 2-án nyugdíjazták. Meghalt 1883. január 17-én Bécsben egy műtét következtében.
Cikke a Mittheilungen der kk. geogr. Gesellschaft III. k. (1859. Nachtrag zu den Mittheilungen und Untersuchungen über das Erdbeben zu Sillein am 15. Jän. 1858.) 1868-ban a szlovák Matica megbízta őt régiségek gyűjtésével és ennek eredményét közölte az egylet Letopis című folyóiratában (V. évf. 2. füz.) Adatok a tót feliratokhoz című cikkét szlovákul. Munkáiról föl van jegyezve életrajzában, hogy Ipolyi Arnold püspök kitiltotta egyházmegyéjéből, de címük nincsen följegyezve.